# Der Fluch von Darkness Falls
Der Fluch von Darkness Falls (Originaltitel: Darkness Falls) ist ein US-amerikanischer Horrorfilm aus dem Jahr 2003. In den Hauptrollen sind Chaney Kley und Emma Caulfield zu sehen.

## Handlung
Am 24. Dezember 1803 wurde Matilda Schultz in dem australischen Fischerdorf Fairy Port geboren. Sie zog in die USA und Matilda arbeitete als eine einfache Angestellte in einem Backwarengeschäft. In jungen Jahren heiratete sie den gutaussehenden Fischer Sonny Dixon, der jedoch bei einem Schiffsunglück ums Leben kam. Matildas einzige Freude bestand nun darin, als „Zahnfee“ den Kindern des Ortes kleine Kuchen und andere Süßigkeiten zu schenken, wenn diese einen Zahn verloren. Als ein Feuer in Matildas Haus ihr Gesicht entstellte, wagte sie sich nur noch nachts und mit einer Porzellanmaske aus dem Haus, wodurch sie von ihren Mitbürgern immer skeptischer beäugt wurde. Im September 1841 verschwanden eines Nachmittages zwei Jungen. Unerklärlicherweise machte man die wunderliche Matilda dafür verantwortlich. Ein wütender Mob jagte sie nachts aus ihrem Haus und erhängte sie an einem Baum. Noch bevor die Nacht vorbei war, tauchten die vermissten Kinder wieder auf, die sich lediglich im Wald verirrt hatten. Die Bewohner von Fairy Port mussten ihren Irrtum einsehen, doch der Lynchmord an der unschuldigen Witwe Matilda Dixon begründete den Fluch.
Seit 150 Jahren tötet in Darkness Falls der Geist der Matilda Dixon in der Dunkelheit kleine Kinder, sobald sie ihren letzten Milchzahn verlieren. Sie wollte ebenfalls Kyle Walsh töten, stattdessen tötete sie jedoch seine Mutter. Kyle wird für die Tötung verantwortlich gemacht und in eine Nervenheilanstalt eingeliefert.
Zwölf Jahre später ist Walsh aus der psychiatrischen Klinik entlassen. Den Horror der Nacht, in der seine Mutter getötet wurde, hat er nie vergessen. Er erfährt, dass der Geist Michael Greene, den jüngeren Bruder seiner Jugendfreundin Caitlin Greene, bedroht. In Darkness Falls angekommen, wird er von einigen primitiven Bewohnern angefeindet. Außerdem gerät er schnell unter Mordverdacht, als ein Kneipenschläger von Matilda getötet wird. Michael soll einer medizinischen Behandlung unterzogen werden, während er in eine Dunkelkammer gesteckt wird. Kyle verhindert es, wird aber kurz darauf festgenommen und im Polizeirevier eingesperrt. Unter den Polizisten gilt er als gemeingefährlicher Verrückter. Der Geist verursacht einen Stromausfall in der Stadt, dann tötet er auf der Polizeiwache zahlreiche Polizisten. Kyle und einer der Polizisten entkommen. Sie retten Caitlin und Michael aus dem Krankenhaus, in dem Matilda einige Ärzte und Krankenschwestern tötet.
Der Showdown findet in einem Leuchtturm statt, in dem sich Kyle, Caitlin, Michael und ein Polizist verstecken. Sie hoffen darauf, dass sie im Licht für den Geist unangreifbar sind. Der benzinangetriebene Stromgenerator des Leuchtturms stellt sich als defekt heraus und während der Reparatur tötet Matilda den Polizisten. Sie greift Kyle und will ihn bereits töten, aber er wehrt sich. Im Kampf hebt sie ihn in die Luft, in die Nähe der inzwischen wieder kreisenden Lampe des Leuchtturms, die Michael mit Hilfe eines Schalters wieder in Gang gesetzt hat. Deren Glas wird getroffen und zersplittert. Das Licht entzündet Kyles Ärmel, mit dessen Hilfe er Matilda schließlich anstecken kann. Sie verbrennt in der Luft, während die übriggebliebenen Protagonisten verletzt überleben.

## Kritiken
David Hunter schrieb in The Hollywood Reporter, die Leistungen der Darsteller seien „alles andere als fesselnd“ (less-than-riveting). Er bezeichnete den Film als eine „eintönige Übung“ (dreary exercise) in „billigen Schockeffekten“, die für Kinder gedacht sein sollten.
Kevin Thomas wunderte sich in Los Angeles Times, dass man so viel Energie solchem „Müll“ (junk) gewidmet habe. Er bescheinigte dem Film eine kleine Prise von Humor, spottete aber gleich, die Bürger der Kleinstadt hätten vor 150 Jahren die Hexe gleich verbrennen sollen, statt sie zu hängen.
Sabine Horst schrieb in der Zeitung Die Zeit, der Film gehöre einer Welle der ernsthaften Horrorfilme ohne Ironie an, der sie ebenfalls die Horrorfilme Ring und 28 Days Later hinzurechnete. Dies erklärte sie durch „eine neue Sehnsucht nach Verbindlichkeit“, die in einer „unübersichtlichen“ Welt nicht einfach zu erreichen sei. Diese Entwicklung wertete sie als einen „schmuddeligen Segen“ für die Filmbranche.

## Auszeichnungen
Emma Caulfield gewann im Jahr 2003 den Academy of Science Fiction, Fantasy & Horror Films Award. Der Film wurde 2003 als Bester Horrorfilm für den Teen Choice Award nominiert.

## Hintergrund
Die Produktionskosten betrugen ungefähr 11 Millionen US-Dollar, der Film spielte weltweit etwa 47,5 Millionen US-Dollar ein. Er setzte sich am Eröffnungswochenende an die Spitze der US-amerikanischen Kinocharts, fiel aber bereits nach 4 Wochen aus den Top 20 heraus.
Zum Filmstart veröffentlichte die Produktionsfirma eine gefakte Fernsehdokumentation. Diese suggeriert, die „Hexe“ Matilda Dixon hätte es wirklich gegeben. Im Wesentlichen gibt die Dokumentation den Vorspann des Spielfilms wieder.

## Synchronisation
Die deutschsprachige Synchronisation entstand durch die Hermes Synchron nach einem Dialogbuch von Andreas Pollak unter der Dialogregie von Theodor Dopheide.
| Rolle                     | Darsteller/in      | Deutsche Synchronstimme |
| ------------------------- | ------------------ | ----------------------- |
| Kyle Walsh                | Chaney Kley        | Benjamin Völz           |
| Caitlin Greene (Teenager) | Emily Browning     | Charlotte Mertens       |
| Caitlin Greene            | Emma Caulfield     | Antje von der Ahe       |
| Michael Greene            | Lee Cormie         | Lucas Mertens           |
| Matt Henry                | Sullivan Stapleton | Michael Iwannek         |
| Dr. Peter Murphy          | Steve Mouzakis     | Erich Räuker            |